# Parlamento Federal de Nepal
El Parlamento Federal de Nepal (nepalí: संघीय संसद नेपाल, Saṅghīya Sansada Nēpāl) es el cuerpo legislativo federal y supremo de Nepal. Es una legislatura federal bicameral que consiste en la Asamblea Nacional (cámara alta) y la Cámara de Representantes (cámara baja).

## Asamblea Nacional
La Asamblea Nacional de Nepal es la cámara alta del Parlamento de Nepal. Está conformada por 59 miembros electos y designados.

## Cámara de Representantes
La Cámara de Representantes de Nepal es la cámara baja del Parlamento de Nepal, está compuesta por 275 miembros elegidos por votación popular a través del sistema de voto paralelo. Ocupan sus asientos durante cinco años o hasta que el cuerpo sea disuelto por el presidente con el consejo del primer ministro. La cámara se reúne en el Centro Internacional de Convenciones de Katmandú. 
La Cámara de Representantes está regulada en la Constitución de Nepal de 2015.
- Datos: Q3896143

1. 1 2  «Constitución de Nepal de 2015 (en inglés)».
2. 1 2 3  «Constitución de Nepal de 2015».